# Уилер (Техас)
Уилер (англ. Wheeler) — город в США, расположенный в северной части штата Техас, административный центр одноимённого округа. По данным переписи за 2010 год число жителей составляло 1592 человека, по оценке Бюро переписи США в 2018 году в городе проживало 1715 человек.

## История

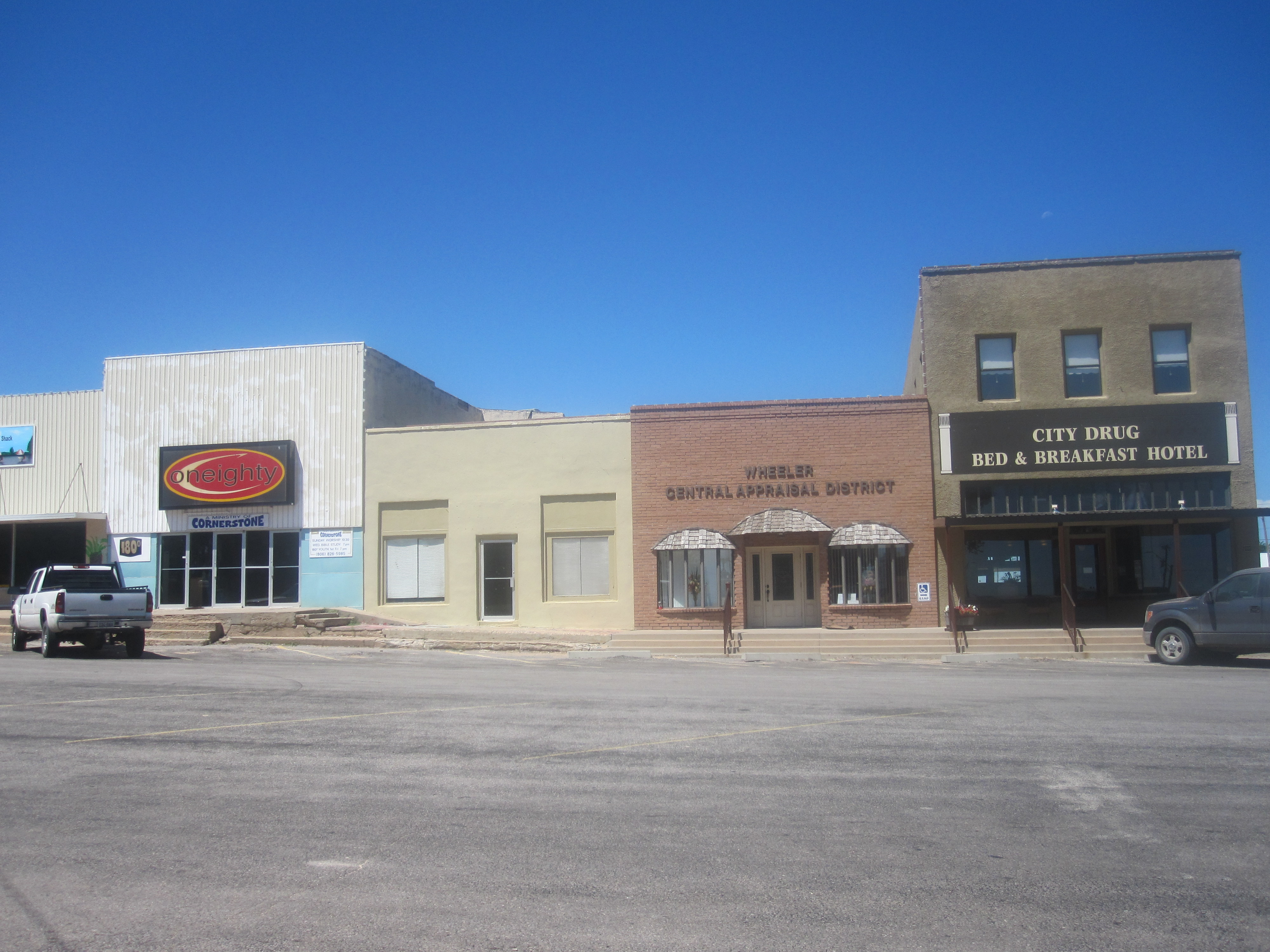
Центр Уилера

Первые поселенцы появились в регионе примерно в 1881 году. Город был основан в 1904 году и тут же начал борьбу за звание центра округа. Как и округ, город был назван в честь судьи Ройала Уилера. Вскоре после основания в городе появились почтовое отделение и телефонная связь. В декабре 1906 года город был выбран административным центром округа Уилер. К 1908 году в Уилере функционировали общественная школа, банк, несколько магазинов и аптека. Примерно тогда же начался выпуск еженедельной газеты Wheeler Sun.
К 1910 году в Уилере работала хлопкоочистительная машина, работало несколько магазинов. К 1916 году открылись три церкви. В 1920 и 1922 году в городе произошли крупные пожары, однако город смог быстро восстановиться. В 1925 году Уилер получил устав и начал формировать органы местного управления. В следующем году компании Panhandle Power and Light и Wiley Gas начали предоставлять коммунальные услуги, в 1927 году проведён водопровод. В 1929 году в 15 километрах от Уилера было обнаружено нефтяное месторождение.

## География
Уилер находится в центральной части округа, его координаты: 35°26′28″ с. ш. 100°16′31″ з. д..
Согласно данным бюро переписи США, площадь города составляет около 4 км2, полностью занятых сушей.

### Климат
Согласно классификации климатов Кёппена, в Уилере преобладает семиаридный климат умеренных широт (BSk).
| Показатель                    | Янв. | Фев.  | Март  | Апр. | Май  | Июнь | Июль | Авг. | Сен. | Окт. | Нояб. | Дек.  |
| ----------------------------- | ---- | ----- | ----- | ---- | ---- | ---- | ---- | ---- | ---- | ---- | ----- | ----- |
| Абсолютный максимум, °C       | 29,4 | 32,2  | 36,1  | 37,8 | 41,1 | 45   | 42,8 | 42,2 | 40,6 | 38,9 | 30,6  | 27,2  |
| Средний суточный максимум, °C | 9    | 12    | 17    | 22   | 26   | 31   | 34   | 33   | 29   | 23   | 15    | 10    |
| Средний суточный минимум, °C  | −5   | −3    | 2     | 7    | 12   | 18   | 20   | 19   | 15   | 8    | 1     | −3    |
| Абсолютный минимум, °C        | −25  | −20,6 | −17,2 | −6,1 | −0,6 | 6,1  | 11,7 | 11,7 | −1,1 | −8,9 | −12,8 | −22,2 |
| Норма осадков, мм             | 14,2 | 21,3  | 47,8  | 55,6 | 99,6 | 95   | 55,1 | 57,7 | 71,9 | 48,8 | 29,7  | 21,1  |
| Источник: intellicast.com     |      |       |       |      |      |      |      |      |      |      |       |       |

## Население
Согласно переписи населения 2010 года в городе проживало 1592 человека, было 564 домохозяйства и 415 семей. Расовый состав города: 74,2 % — белые, 0,6 % — афроамериканцы, 0,4 % — коренные жители США, 0,4 % — азиаты, 0 % (0 человек) — жители Гавайев или Океании, 22,2 % — другие расы, 2,1 % — две и более расы. Число испаноязычных жителей любых рас составило 41,8 %.
Из 564 домохозяйств, в 40,2 % живут дети младше 18 лет. 59 % домохозяйств представляли собой совместно проживающие супружеские пары (28,5 % с детьми младше 18 лет), в 9,6 % домохозяйств женщины проживали без мужей, в 5 % домохозяйств мужчины проживали без жён, 26,4 % домохозяйств не являлись семьями. В 23 % домохозяйств проживал только один человек, 12,2 % составляли одинокие пожилые люди (старше 65 лет). Средний размер домохозяйства составлял 2,74 человека. Средний размер семьи — 3,26 человека.
Население города по возрастному диапазону распределилось следующим образом: 32,3 % — жители младше 20 лет, 26,5 % находятся в возрасте от 20 до 39, 26,4 % — от 40 до 64, 14,9 % — 65 лет и старше. Средний возраст составляет 33,5 года.
Согласно данным пятилетнего опроса 2018 года, средний доход домохозяйства в Уилере составляет 51 406 долларов США в год, средний доход семьи — 62 153 доллара. Доход на душу населения в городе составляет 23 795 долларов. Около 14,9 % семей и 17,6 % населения находятся за чертой бедности. В том числе 25,1 % в возрасте до 18 лет и 7,7 % в возрасте 65 и старше.

## Местное управление
Управление городом осуществляется мэром и городским советом, состоящим из пяти человек, один из которых назначается заместителем мэра.
Другими важными должностями, на которые происходит наём сотрудников, являются:
- Городской секретарь
- Городской юрист
- Начальник пожарной охраны
- Агент по закупкам

## Инфраструктура и транспорт

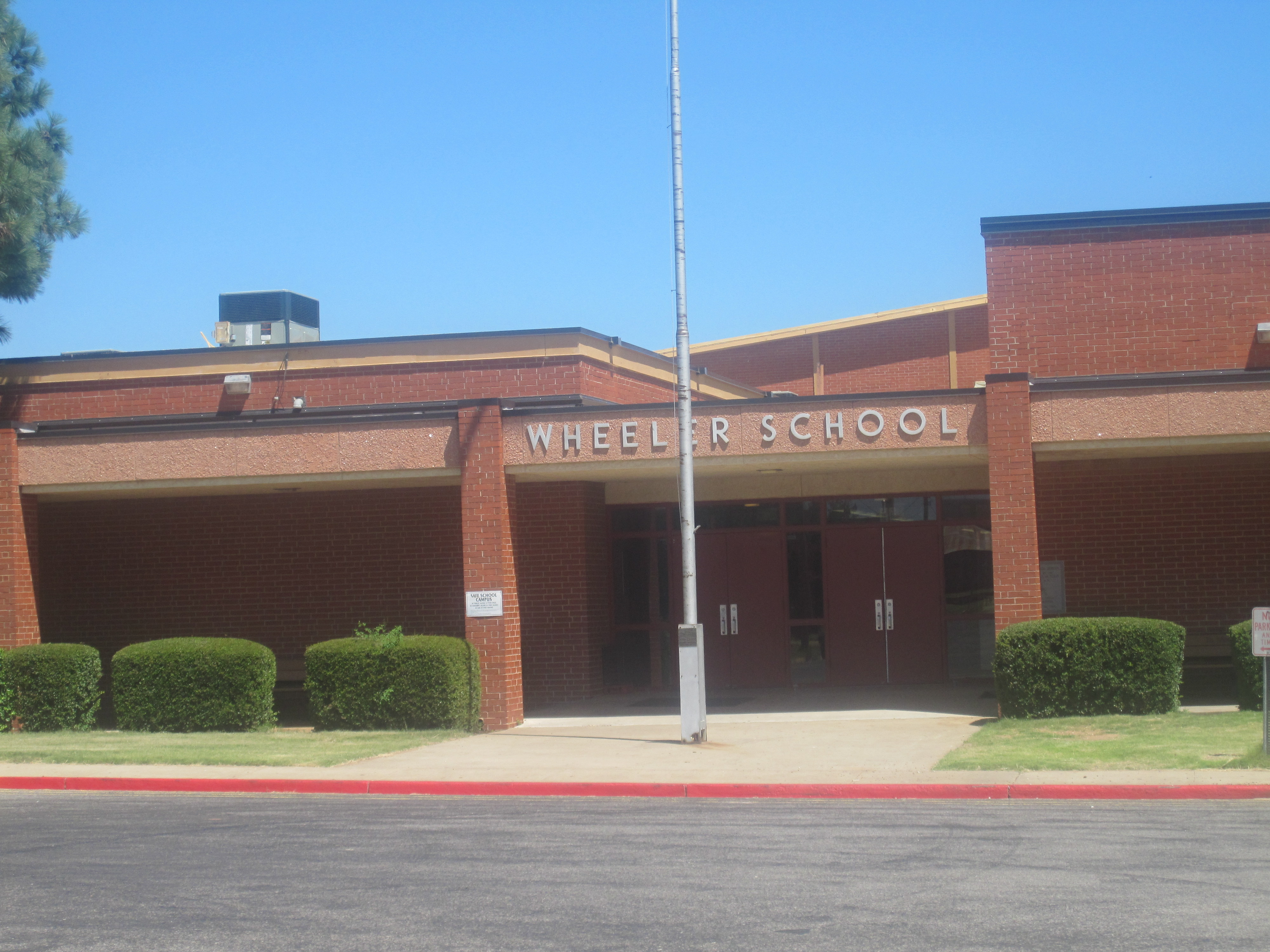
Школа Уилера

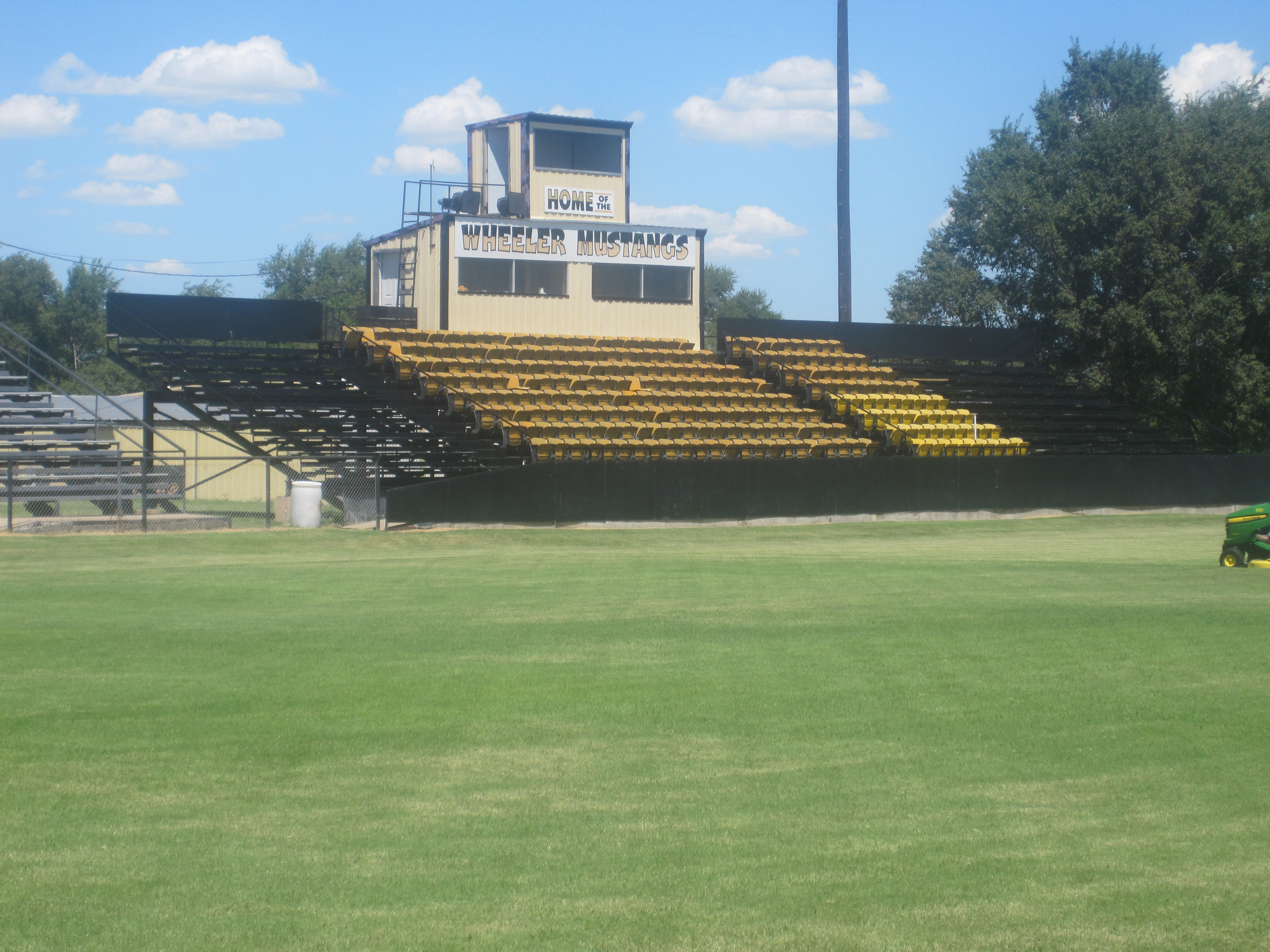
Стадион школьной команды Wheeler Mustangs

Основными автомагистралями, проходящими через Уилер, являются:
- автомагистраль 83 США идёт с севера от Канейдиана на юг к Веллингтону.
- автомагистраль 152 штата Техас идёт с востока от границы с Оклахомой на запад к Пампе.

В городе располагается муниципальный аэропорт Уилер. Аэропорт располагает одной взлётно-посадочной полосой длиной 1087 метров. Ближайшим аэропортом, выполняющим коммерческие рейсы, является Международный аэропорт Рика Хасбанда в Амарилло. Аэропорт находится примерно в 150 километрах к востоку от Уилера.

## Образование
Город обслуживается независимым школьным округом Уилер.